# Душ Анжуш, Ассунсан
Ассунсан Афонсу де Соуза Душ Анжуш (порт. Assunção dos Anjos; 13 февраля 1946, Луанда, колонии Португалии — 12 декабря 2022, Мадрид) — ангольский политический, государственный и дипломатический деятель, министр иностранных дел Анголы (2008—2010).

## Биография
Изучал право в университетах Коимбры и Лиссабона.
С 1975 года — на дипломатической службе. Работал руководителем отдела Африки и Ближнего Востока Государственного департамента МИД.
С 1978 по 1979 год был руководителем канцелярии заместителя премьер-министра Жозе Эдуарду душ Сантуша, недолго проработал руководителем канцелярии министра планирования, позже стал главой канцелярии Жозе Эдуарду душ Сантуша (1979), когда тот сменил Агостиньо Нето на посту президента Анголы.
После 14 лет работы на этом посту в 1993 году вернулся на дипломатическую службу и был назначен Чрезвычайным и Полномочным Послом Республики Ангола в Испании до 2000 года. Позже — Чрезвычайным и Полномочным Послом Республики Ангола во Франции, в 2002 году был назначен Чрезвычайным и Полномочным Послом Республики Ангола в Португалии.
1 октября 2008 года занял пост министра иностранных дел Анголы.
Политик. Член Центрального комитета партии Народное движение за освобождение Анголы (МПЛА).
В 2010—2022 годах работал советником президента.